# Paradrina zobeidah
Paradrina zobeidah là một loài bướm đêm trong họ Noctuidae.